# Protoribates oblongus
Protoribates oblongus är en kvalsterart som först beskrevs av Ewing 1909.  Protoribates oblongus ingår i släktet Protoribates och familjen Protoribatidae. Inga underarter finns listade i Catalogue of Life.